# Koor van snaren

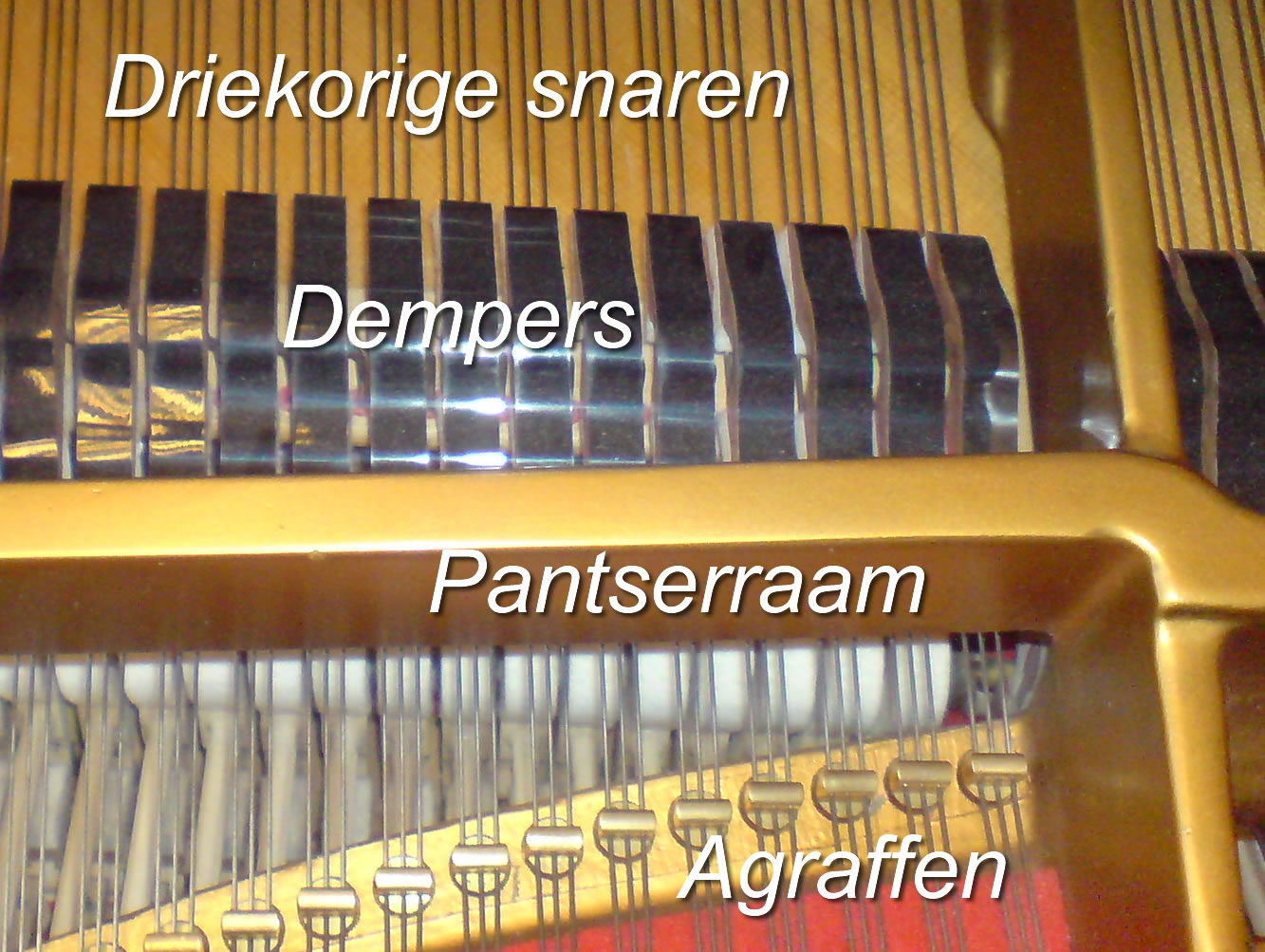
Op deze foto is de driekorigheid in een vleugel goed te zien

Een koor van snaren of snarenkoor is in een muziekinstrument een groep gelijkgestemde snaren van dezelfde dikte en lengte. Doordat de snaren in één snarenkoor allen in principe dezelfde toon voortbrengen wordt de klank en 'brille' van deze toon versterkt. Door minieme interferentie tussen de snaren kan de klankkleur van de toon ook eventueel beïnvloed worden. Snarenkoren komen onder andere voor in de constructie van een piano of vleugel, maar ook in bijvoorbeeld de 12-snarige gitaar en mandoline.

## Toepassing in piano en vleugel
Met een snarenkoor wordt die groep snaren aangeduid die samen 1 toon vormen wanneer 1 toets wordt aangeslagen. In een moderne piano zijn de snaren vrijwel altijd van laag naar hoog als volgt gerangschikt:
- Bassnaren zijn enkelkorig uitgevoerd (1 snaar per toets).
- Dan volgt een vak met dubbelkorige bassnaren (2 snaren per toets).
- Dan volgen richting discant (de 'hogere' tonen) de driekorige snaren (3 snaren per toets).

De lage 1-korige en 2-korige snaren zijn meestal met koperdraad omwonden snaren.

### Redenen
De redenen voor meerkorigheid zijn dat:
- de klank van een meerkorig uitgevoerde toon luider is
- de klank van een meerkorig uitgevoerde toon voller is door meer energieoverdracht op de zangbodem
- naar de discant toe worden de snaren steeds dunner, de spanning blijft echter gelijk, maar de massa neemt af, dit wordt gecompenseerd door meer snaren per koor te gebruiken. Bij een enkel merk tot zelf vier snaren.
- de dunnere snaren in de hogere regionen breken eerder (zijn dunner), en bij breuk van een snaar valt niet gelijk de gehele toon weg. Op sommige vleugels zijn de snaren per stuk tussen de stempen en het bevestigingsoog geplaatst. Bij breuk blijven er in dat geval altijd  twee niet gebroken snaren over. Bij modernere systemen loopt de snaar aan de kant van het bevestigingsoog echter terug richting stempen, en is het bevestigingsoog dus vervangen door een pinnetje waaromheen de snaar heen en weer loopt. (Zie ook hieronder bij 'systemen'.) Een klein nadeel van dit laatste systeem is wel dat stemmen iets lastiger is, omdat er bij het draaien aan de stempen altijd ook de naastgelegen snaar een beetje wordt beïnvloed. Het voordeel is echter dat er veel minder bevestigingsknoopjes in snaren hoeven.

### Systemen

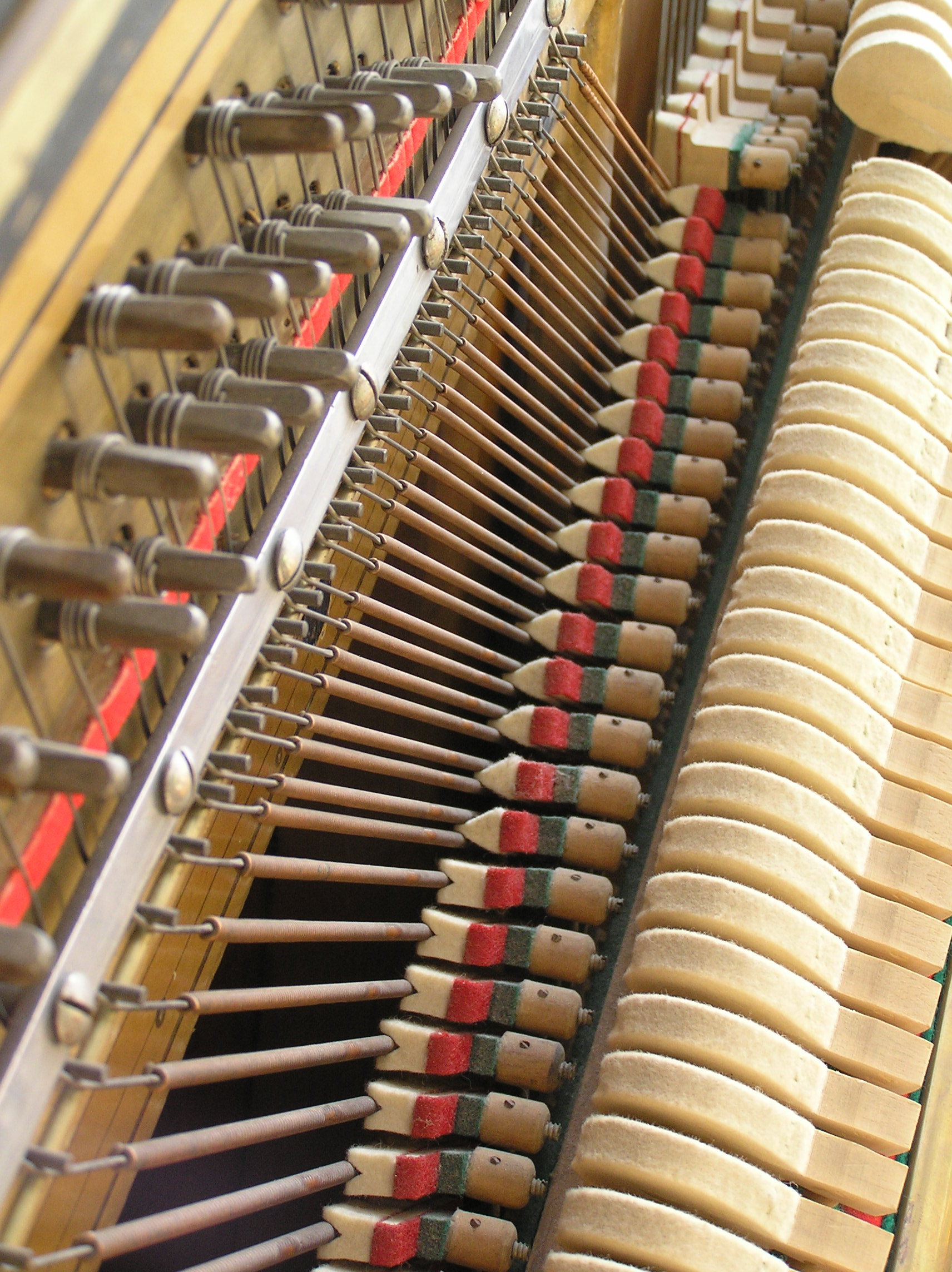
In deze staande piano is te zien waar de 1-korige met koperdraad omwonden bassnaren overgaan in 2-korige met koperdraad omwonden dunnere bassnaren

Vroeger was per snaar in een snarenkoor een aanhechtstift bevestigd. Tegenwoordig werken veel fabrikanten met een systeem waarbij de snaar via een pinnetje rondloopt en teruggaat naar de volgende stempen. Wanneer op zo'n piano een snaar knapt zijn er twee mogelijkheden:
- Of er blijft in 1 koor 1 snaar over die niet stuk gaat
- Of er gaat in een koor 1 snaar stuk, en in het naastliggende koor (dus) ook 1, omdat de snaar 'rondloopt'.

### Invloed van breken van snaren
Voor de speler is het van belang welke snaren stuk gaan, mede in verband met gebruik van het unacorda- ofwel demperpedaal (linkerpedaal) op vleugels, dat de hamers ten opzichte van de snaren doet verschuiven. Als de speler "pech" heeft en van een driekorige toon een snaar zodanig breekt dat er slechts 1 snaar aan de linkerzijde overblijft, dan kan gebruik van het linkerpedaal (waarbij de hamer verschuift ten opzichte van het snarenkoor) betekenen dat de hamer geen één snaar meer raakt, en die toon dus geheel 'uitvalt'. In het gunstige geval breekt er een 'rondlopende' snaar, waarbij er ook bij gebruik van het linkerpedaal toch nog een snaar overblijft die aan te slaan valt.

### Kleurverschil
Voorts veroorzaakt de overgang van 1-korig naar 2-korig (in de bassen) en die van 2-korig (omwonden) naar 3-korig (onomwonden snaren) een klein verschil in klankkleur. Pianobouwers trachten dat verschil zo onhoorbaar  mogelijk te maken, door een uitgebalanceerde verhouding tussen snaarlengte, meerkorigheid en snaarmassa's.

### Vierkorigheid
Sommige vleugels kennen 4-korigheid. Meestal betreft het dan een "Aliquot Systeem" (door Blüthner uitgevonden), waarbij de 4e snaar als resonantiesnaar boven de aangeslagen snaren wordt gespannen en zelf dus niet aangeslagen wordt. De vierde snaar heeft dan een klankversterkend effect.

### Stemming
Probleem van meerkorigheid is tevens gelegen in de stemming van een piano of vleugel. De snaren van elk koor dienen zo gestemd te worden dat de klank unisono is. Sommige stemmers trachten een absoluut 'strak' unisono zonder zwevingen te stemmen voor een helder en strak geluid, andere stemmers zullen daarentegen juist bewust een zéér minieme zweving (in elk geval minder dan 1 zweving per 5 seconden) inbouwen, zodat door interferentie tussen de snaren binnen een koor de toon vlak na de aanslag langer 'draagt', omdat zich een 'buik' in de samenklank ontwikkelt, hetgeen dan het effect heeft van een zeer licht aanzwellend geluid. Als één snaar in een koor geknikt, roestig of anderszins imperfect is kan het zijn dat deze snaar gaat 'jengelen'. Men noemt dit "zelfzwevers". Dus als men de andere snaren in dat koor afdempt klinkt die ene snaar als twee niet gelijk gestemde snaren. Vaak valt dit zelfzweven weg als het koor heel goed rein gestemd wordt.

### Off-key stemming
Lo-fi singer-songwriter Daniel Johnston werkt met ontstemde piano's (ook wel off-key genoemd) die vol zijn van beatingfrequenties om met deze methode een extra onverwachte klankkleurspectrum in zijn opnames op te wekken. De vaak overstuurde opnames van zijn liedjes versterken dit boventoon- en verschiltoonspectrum effect, omdat ze de luide tonen (de grondtonen van de akkoorden) afvlakken ten opzichte van de zachtere klanken (de verschil- en boventonen).

## Toepassing in tokkelinstrumenten
- Op de twaalfsnarige gitaar zijn zes tweesnarige snarenkoren aanwezig.
- Op de mandoline zijn vier tweesnarige snarenkoren aanwezig.